# Photoscotosia dejuta
Photoscotosia dejuta är en fjärilsart som beskrevs av Louis Beethoven Prout 1937. Photoscotosia dejuta ingår i släktet Photoscotosia och familjen mätare. Inga underarter finns listade i Catalogue of Life.